# Neveroddoreven

Neveroddoreven est un album du duo anglais de musique électronique I Monster, sorti en 2003.

## Liste des chansons
| No  | Titre                  | Durée |
| --- | ---------------------- | ----- |
| 1.  | Some thing's coming    | 3:29  |
| 2.  | Daydream in blue       | 3:39  |
| 3.  | Hey Mrs.               | 4:16  |
| 4.  | Everyone's a loser     | 3:16  |
| 5.  | Heaven                 | 3:54  |
| 6.  | Who is She ?           | 3:31  |
| 7.  | I missed you so        | 0:56  |
| 8.  | Stobart's blues        | 4:41  |
| 9.  | The Backseat of my car | 4:14  |
| 10. | A scarecrow's tale     | 0:49  |
| 11. | These are our children | 4:09  |
| 12. | The Blue wrath         | 1:33  |
| 13. | Sunny delights         | 4:40  |
| 14. | Cells                  | 4:29  |
| 15. | Big end                | 6:30  |